# Lijst van politieke partijen in het Verenigd Koninkrijk
Dit is een lijst van historische en moderne politieke partijen in het Verenigd Koninkrijk, oftewel Groot-Brittannië en Noord-Ierland.

## Groot-Brittannië algemeen
- Britain First
- British National Party
- British Union of Fascists
- Conservative Party
- For Britain
- Independent Labour Party
- Labour Party
- Liberal Democrats
- National Labour
- Reform UK
- Socialist Party of Great Britain
- Socialist Workers' Party
- Tory
- UK Independence Party
- Union Movement
- Unionisten
- Whig Party
- Women's Equality Party
- Workers Party of Britain

## Engeland
- English Democrats
- Green Party of England and Wales
- Mebyon Kernow

## Noord-Ierland
- Ulster Unionist Party
- Democratic Unionist Party
- Progressive Unionist Party
- Protestant Unionist Party
- United Kingdom Unionist Party

## Schotland
- National Party of Scotland
- Scottish Conservatives
- Scottish Green Party
- Scottish National Party
- Scottish Party
- Scottish Socialist Party
- Scottish Unionist Party

## Wales
- Green Party of England and Wales
- Plaid Cymru